# Denny Morrison
Denny Morrison, född den 8 september 1985 i Chetwynd, Kanada, är en kanadensisk skridskoåkare.
Han tog OS-silver i herrarnas lagtempo i samband med de olympiska skridskotävlingarna 2014 i Sotji.
Han tog även OS-guld i samma gren i samband med de olympiska skridskotävlingarna 2010 i Vancouver.